# Lista de primeiros-ministros de Tonga
Esta é uma lista de primeiros-ministros de Tonga.

## Premiers/Primeiros-ministros (1876–presente)
| No.                                           | Primeiros-ministros                                              | Retrato | Tomada de posse        | Saída do cargo           | Duração           | Partido              | Monarca                           |
| --------------------------------------------- | ---------------------------------------------------------------- | ------- | ---------------------- | ------------------------ | ----------------- | -------------------- | --------------------------------- |
| 1                                             | Príncipe Tēvita ʻUnga (c.1824–1879)                              |         | 1 de janeiro de 1876   | 18 de dezembro de 1879 † | 3 anos, 351 dias  | Político sem partido | Jorge Tupou I                     |
| Vago (18 de dezembro de 1879 – abril de 1881) |                                                                  |         |                        |                          |                   |                      | Jorge Tupou I                     |
| 2                                             | Shirley Waldemar Baker (1836–1903)                               |         | Abril de 1881          | Julho de 1890            | 9 anos, 3 meses   | Político sem partido | Jorge Tupou I                     |
| 3                                             | Hon. Siaosi U. Tukuʻaho (1854–1897)                              |         | Julho de 1890          | 1893                     | 2–3 anos          | Político sem partido | Jorge Tupou I                     |
| 4                                             | Hon. Siosateki Veikune (1853–1913)                               |         | 1893                   | Janeiro de 1905          | 11–12 anos        | Político sem partido | Jorge Tupou II                    |
| 5                                             | Siaosi Tuʻi Pelehake (1842–1912)                                 |         | Janeiro de 1905        | Janeiro de 1905          | 0 meses           | Político sem partido | Jorge Tupou II                    |
| 6                                             | Hon. Sione Mateialona (1852–1925)                                |         | Janeiro de 1905        | 30 de setembro de 1912   | 7 anos, 7 meses   | Político sem partido | Jorge Tupou II                    |
| 7                                             | Hon. Tevita Tuʻivakano (1869–1923)                               |         | 30 de setembro de 1912 | 30 de junho de 1923 †    | 10 anos, 304 dias | Político sem partido | Jorge Tupou II Salote Tupou III   |
| 8                                             | Hon. Viliami Tungī Mailefihi CBE (1887–1941)                     |         | 30 de junho de 1923    | 20 de julho de 1941 †    | 18 anos, 20 dias  | Político sem partido | Salote Tupou III                  |
| 9                                             | Hon. Solomone Ula Ata OBE (1883–1950)                            |         | 20 de julho de 1941    | 12 de dezembro de 1949   | 8 anos, 145 dias  | Político sem partido | Salote Tupou III                  |
| 10                                            | Príncipe Taufa'ahau Tungi KBE (1918–2006) [a]                    |         | 12 de dezembro de 1949 | 16 de dezembro de 1965   | 16 anos, 4 dias   | Político sem partido | Salote Tupou III                  |
| 11                                            | Príncipe Fatafehi Tuʻipelehake CBE (1922–1999)                   |         | 16 de dezembro de 1965 | 22 de agosto de 1991     | 25 anos, 249 dias | Político sem partido | Taufa'ahau Tupou IV               |
| 12                                            | Barão Siaosi Tuʻihala ʻAlipate Vaea Tupou (1921–2009)            |         | 22 de agosto de 1991   | 3 de janeiro de 2000     | 8 anos, 134 dias  | Político sem partido | Taufa'ahau Tupou IV               |
| 13                                            | Príncipe ʻAhoʻeitu ʻUnuakiʻotonga Tukuʻaho (nascido em 1959) [b] |         | 3 de janeiro de 2000   | 11 de fevereiro de 2006  | 6 anos, 39 dias   |                      | Taufa'ahau Tupou IV               |
| 14                                            | Dr. Feleti Sevele (nascido em 1944)                              |         | 30 de março de 2006    | 22 de dezembro de 2010   | 4 anos, 314 dias  | HRDM                 | Taufa'ahau Tupou IV Jorge Tupou V |
| 15                                            | Hon. Sialeʻataongo Tuʻivakanō (nascido em 1952)                  |         | 22 de dezembro de 2010 | 30 de dezembro de 2014   | 4 anos, 8 dias    | Político sem partido | Jorge Tupou V Tupou VI            |
| 16                                            | ʻAkilisi Pōhiva (1941–2019)                                      |         | 30 de dezembro de 2014 | 12 de setembro de 2019 † | 4 anos, 256 dias  | DPFI                 | Tupou VI                          |
| —                                             | Semisi Sika (nascido em 1968) (interino)                         |         | 12 de setembro de 2019 | 8 de outubro de 2019     | 26 dias           | DPFI                 | Tupou VI                          |
| 17                                            | Pohiva Tuʻiʻonetoa (nascido em 1961)                             |         | 8 de outubro de 2019   | 27 de dezembro de 2021   |                   | DPFI                 | Tupou VI                          |
| 18                                            | Siaosi Sovaleni (nascido em 1970)                                |         | 27 de dezembro de 2021 | 9 de dezembro de 2024    |                   | Político sem partido | Tupou VI                          |
| 18                                            | Samiu Vaipulu (nascido em 1952) (interino)                       |         | 9 de dezembro de 2024  | 22 de janeiro de 2025    |                   | Político sem partido | Tupou VI                          |
| 19                                            | ʻAisake Eke                                                      |         | 22 de janeiro de 2025  | presente                 |                   | Político sem partido | Tupou VI                          |